# Neuville-Saint-Rémy
Neuville-Saint-Rémy település Franciaországban, Nord megyében. Lakosainak száma 3909 fő (2022. január 1.). Neuville-Saint-Rémy Tilloy-lez-Cambrai, Cambrai és Raillencourt-Sainte-Olle községekkel határos.

## Népesség
A település népességének változása:
| Lakosok száma | 3841 | 3833 | 3861 | 3803 | 3792 | 3782 | 3923 | 3912 | 3909 |
|               | 2013 | 2015 | 2016 | 2017 | 2018 | 2019 | 2020 | 2021 | 2022 |